# Marek Mizera
Marek Mizera (ur. 1956 w Bielsku-Białej) – polski pianista, profesor sztuk muzycznych.

## Życiorys
W 1980 ukończył studia na Akademii Muzycznej im. Fryderyka Chopina w klasie prof. Kazimierza Gierżoda. Wykształcenie muzyczne uzupełnił następnie pod kierunkiem m.in. Kajetana Mochtaka, Jerzego Godziszewskiego i Józefa Stompla. Po przeprowadzeniu przewodów kwalifikacyjnych I i II stopnia, postanowieniem Prezydenta RP z 21 grudnia 2012 otrzymał tytuł profesora sztuk muzycznych. Zawodowo związany jest z Instytutem Edukacji Muzycznej na Wydziale Pedagogicznym i Artystycznym Uniwersytetu Jana Kochanowskiego w Kielcach. Jako pedagog prowadził również klasę fortepianu w Instytucie Muzycznym w Korsholmie i w Konserwatorium Muzycznym w Jakobstad.
W okresie edukacji w szkole muzycznej zdobył m.in. nagrodę w pianistycznym konkursie im. Siergieja Prokofjewa w Katowicach. W trakcie studiów występował w roli solisty i kameralisty m.in. z Bernardem Ładyszem, Jadwigą Kotnowską i Ewą Iżykowską. Koncertował w wielu krajach europejskich, a także w Kanadzie, Arabii Saudyjskiej, Zjednoczonych Emiratach Arabskich, Chinach, Republice Południowej Afryki i na Kubie. Jest autorem archiwalnych nagrań dla Polskiego Radia.